# Annalee Robinson
Annalee Robinson (25 de enero de 2002) es una deportista de Jamaica que compite en atletismo. Ganó una medalla de plata en el Campeonato Mundial de Atletismo Sub-20 de 2021, en la prueba de 4 × 400 m.